# Carolina Rediviva

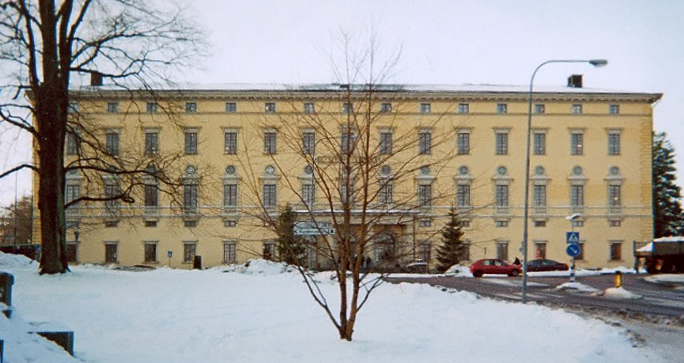
Carolina Rediviva in de winter.

Carolina Rediviva is het hoofdgebouw van de bibliotheek van de Universiteit van Uppsala, Zweden. Het bouwen werd gestart in 1820 en het gebouw was klaar in 1841. De architect was Carl Fredrik Sundvall. Later werden stukken aan het gebouw toegevoegd door Axel Johan Anderberg en Peter Celsing. de naam betekent letterlijk "Carolina Revived". Ze werd gegeven om het oude Academia Carolina gebouw te herdenken, die gediend had als universiteitsbibliotheek gedurende de 17de eeuw. De Carolina Rediviva is het oudste en grootste universiteitsgebouw van het land. Onder andere wordt er de Codex Argenteus bewaard.